# Entephria tundraeata
Entephria tundraeata là một loài bướm đêm trong họ Geometridae.